# آلش والنتا
آلش والنتا (انگلیسی: Aleš Valenta؛ زادهٔ ۶ فوریهٔ ۱۹۷۳) اسکی‌باز نمایشی اهل جمهوری چک بود.